# Валфабрика
Валфа̀брика (на италиански: Valfabbrica) е малко градче и община в Централна Италия, провинция Перуджа, регион Умбрия. Разположено е на 289 m надморска височина. Населението на общината е 3560 души (към 2010 г.).